# Booz
En l'Evangeli segons Mateu, Booz o Boaz (en hebreu בועז בן-שַׂלְמָ Bo'az ben Salmon) va ser el fill de Salmon amb la seva esposa Rahab. Booz és el besavi del Rei David.
Segons el judaisme apòcrif, Booz era més conegut com a Ibsan i esdevingué jutge d'Israel durant set anys. Tots els seus seixanta fills van marxar-li de casa seva a causa d'una maledicció de Jahvè per no haver convidat a la seva casa el pare de Samsó, Manóah.
Segons el Llibre de Rut, Booz pertanyia a una casa adinerada que posseïa camps de blat. Un dia, una jove va anar a espigolar als seus camps. Va preguntar qui era i li respongué que es deia Rut i que era la vídua de Mahlon, un parent de Booz que havia mort a la terra dels moabites.
Rut va explicar-li que havia vingut a viure amb la seva sogra Noemí perquè no estigués sola, ja que ella també s'havia quedat vídua. Amb el temps, Booz s'enamorà de la moabita Rut, es van casar i ella engendrà un fill, de nom Obed, que esdevindria l'avi del Rei David.
Segons el judaisme, Booz morí l'endemà de l'engendrament d'Obed.